# Nuestra Señora de las Maravillas (Schiff)
Die Nuestra Señora de las Maravillas (auch als Señora de la Maravilla oder Maravilla bekannt) war eine spanische Galeone der Silberflotte, die am 4. Januar 1656 havarierte und in der Nacht zum 5. Januar 1656 mit etwa 650 Personen und wertvoller Fracht an den Bahama Banks unterging.

## Geschichte
Die Nuestra Señora de las Maravillas (deutsch „Unsere liebe Frau der Wunder“) wurde in den 1640er-Jahren auf einer baskischen Werft in Guipúzcoa (Spanien) in ähnlicher Art wie Manila-Galeonen mit zwei Decks gebaut. Namensgleich mit dem Schiff sind die Einrichtungen Nuestra Señora de las Maravillas als Kirche und ein Kloster der Karmeliterinnen sowie das Colegio Nuestra Señora de las Maravillas in Madrid.
Zu den Schiffsdaten der Maravilla geben unterschiedliche Quellen eine Tragfähigkeit oder Verdrängung von 500 bis knapp 900 Tonnen an. Die Hauptbewaffnung bestand aus 58 Bronzekanonen. Von zwei der aufgefundenen Kanonen ist bekannt, dass sie elf Fuß (335 cm) lang waren, mit der Jahreszahl 1653 sowie mit dem Namen des Kanonengießers „Johannes von Horst“ markiert waren. Die Maravilla war Teil der sogenannten „Festland-Flotte“, auch bekannt als Flota-Tierra-Firme. Als Teil der „Real Armada de Carrera da las Indias“ wurde die Flotte von der königlichen Behörde Casa de Contratación in Sevilla mit acht großen Galeonen, vier Handelsschiffen und zwei kleineren Versorgungsschiffen in Cádiz und in Sanlúcar de Barrameda aufgestellt. Für diese Reise wurde die „Flota-Tierra-Firme“ von 1654 bis 1656 dem Kommando des Generalkapitäns Marqués de Montealegre Luis Francisco Núñez de Guzmán unterstellt. Das Flaggschiff des Generalkapitäns wurde La Capitana genannt. Admiral Mathias de Orellana hatte den Abschluss des Flottenverbandes mit der Nuestra Señora de las Maravillas als Admiralsschiff (Almiranta). Zeitweise übernahm Admiral Orellana mit der Maravilla auch die Aufgabe des „Capitana-Führungsschiffes“. Don Juan Guttierez y Fernandez de la Guerra Cayón y de Hoyos war der Kapitän der Galeone Jesus, Maria y José.

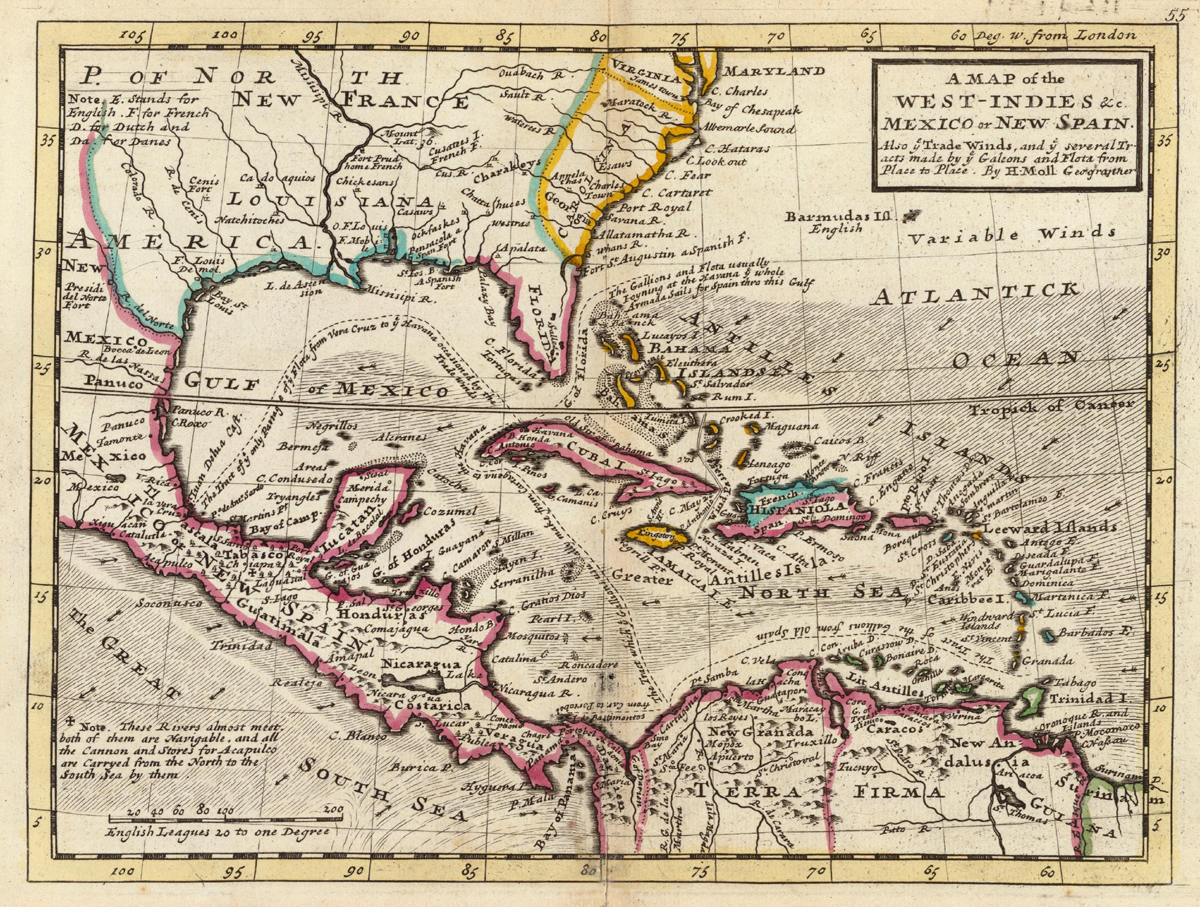
Alte Westindienkarte mit Karibik und Terra-Firma

Übersicht der bekannten Schiffe der vorgenannten Flotte von 8 Galeonen, 3 Handelsschiffen und 2 Hilfsschiffen:
- Flaggschiff (Capitana), Galeone: Nuestra Señora de la Concepción[7]
- Konvoi-/Verbandsabschluss (Almiranta), Galeone: Nuestra Señora de las Maravillas
- Galeone: Jesús, María y José
- Galeone: Santo Cristo de San Agustín
- Galeone: Nuestra Señora de Guadalupe
- Galeone: Bendición de Dios
- Hilfsschiff: La Margarita

Am 16. Mai 1654 segelte die Flotte von Cádiz los und kam am 22. August 1654 in Cartagena (Kolumbien) an, um Ladung aufzunehmen und um mit dem Vizekönig von Peru die weiteren Planungen abzustimmen. Auf der pazifischen Seite schickte der Vizekönig von der „Armadilla del Sur“ am 18. Oktober 1654 zwei Galeonen, die Capitana und die Almiranta, vom Hafen von Callao in Richtung des Isthmus von Panama. Die Capitana war das Flaggschiff der spanischen Süd-Pazifik-Armada und mit dem Schiffsnamen Jesus María de la Limpia Concepción bekannt. Die Almiranta hatte den Schiffsnamen San Francisco Solano. Zusätzlich wurden zwei kleinere Begleitschiffe zur Versorgung und Erkundung entsandt. In der Nacht des 24. Oktober gerieten die Schiffe in Untiefen vor dem Golf von Guayaquil (Ecuador). Die Capitana wurde bei „Chaunduy Reef“ leckgeschlagen und später am 26. Oktober 1654 in flachem Wasser als Wrack aufgesetzt, während die Almiranta nach einigen Grundberührungen wieder freikommen konnte. Von Panama entsandte man Bergungsschiffe nach Chanduy, die bis Mitte März 1655 etwa 2.800.000 spanische Münzen der verlorenen Silberladung und eine rund 200 Kilogramm schwere Goldfigur der „Jungfrau Maria mit Christuskind“ bergen konnten. Die Ladung beider Schiffe wurde dann über Land nach Portobelo (Panama) gebracht. Durch spätere Bergungsarbeiten stellte sich heraus, dass die Capitana mit Silber überladen war. Statt der offiziell registrierten Ladung von rund 5.000.000 spanischen Real wurde die Fracht später auf rund 10.000.000 Münzen geschätzt.

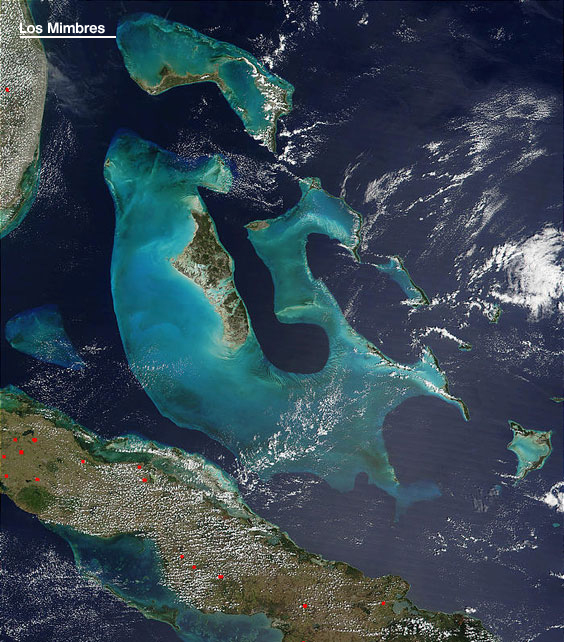
Untiefen von „Los Mimbres“ an den Bahama Banks

Ab dem 25. März 1655 war die „Flota-Tierra-Firme“ in San Felipe de Portobelo, um die Güterladungen für Spanien aufzunehmen. Am 3. Juli 1655 verließ die Flotte Panama und nahm Kurs auf Havanna. Weil man in der Zeit des Englisch-Spanischen Krieges (1655–1660) Überfälle von Seiten der englischen Flotte befürchtete, legte man vom 2. August bis zum 7. September 1655 einen Zwischenstopp bei Veracruz ein und lud weitere Ladung aus Yucatán und den spanischen Philippinen. Schließlich kam die Flotte am 10. Oktober 1655 in Havanna an. Bis zum Jahresende wurden die Schiffe für die weitere Reise nach Spanien instand gesetzt.
Am 1. Januar 1656 verließ die Flotte mit der Maravilla unter Leitung von Admiral Orellana den Hafen von Havanna. Am 4. Januar 1656 waren die Schiffe an den Bahama Banks in den Bereich der Untiefen von „Los Mimbres“ gekommen. Die Maravilla kollidierte mit einem anderen Schiff der Flotte und erlitt dabei einen Schaden am Unterwasserschiff. Bei der Schiffskollision und nachfolgenden Grundberührungen an einem Riff kam es zu erheblichen Schäden. Die Maravilla begann zu sinken und in der Folge brach das Schiff zunächst in zwei Teile und sank in der Nacht zum 5. Januar 1656 auf etwa zehn bis fünfzehn Meter Wassertiefe. Nur 55 der etwa 650 Seeleute und Passagiere an Bord überlebten den Untergang des Schiffes und die stürmische Nacht. Sie wurden von Juan Hoyos mit der Jesus, Maria y José gerettet. Einer der Überlebenden, dessen Aufzeichnungen später bekannt wurden, war der Priester Diego Portichuelo de Rivadeneira. Hoyos Schiff erlitt in folgenden Stürmen weitere Schäden und kehrte nach Cartagena zurück, wo die Jesus, Maria y José am 10. März 1656 ankam. Die übrigen Schiffe der Flotte kehrten nach Spanien zurück. Vor Cádiz wurden diese Schiffe von der englischen Kriegsflotte als Prise aufgebracht; lediglich die Hilfsschiffe konnten unbehelligt heimkehren. König Philipp IV. von Spanien blieb von dieser Reise nicht der erhoffte Reichtum übrig. Allerdings wurden in den folgenden zwanzig Jahren mehrere Expeditionen mit Bergungsschiffen zum Wrack der Nuestra Señora de las Maravillas entsandt, die tatsächlich einen Teil der Ladung bergen konnten.

## Bergungsversuche

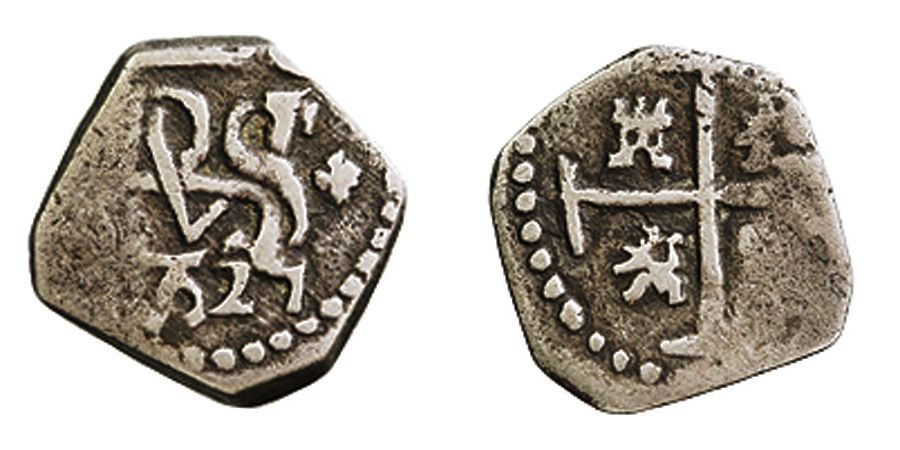
Halber spanischer Real von Phillip IV. (1627)

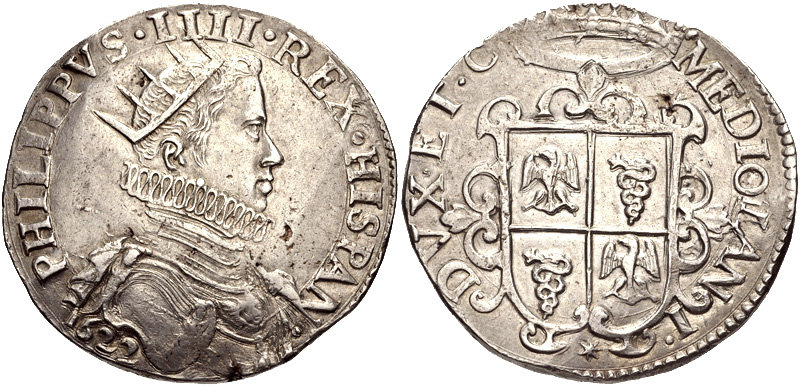
Silber-Ducatone von Phillip IV. (1622)

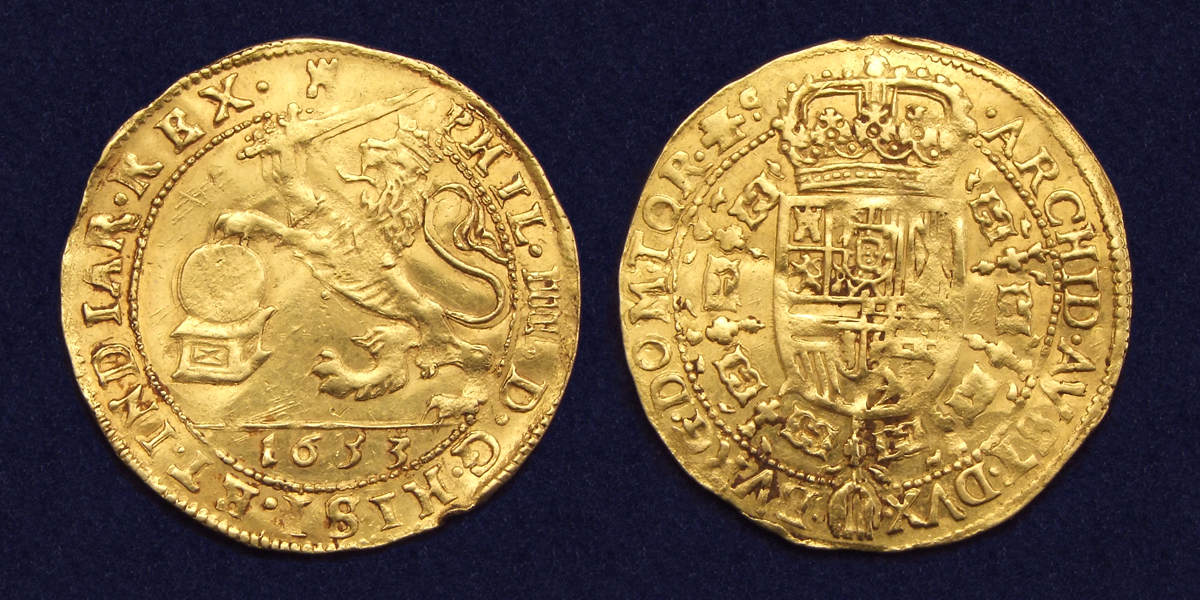
Gold-Dublone von Phillip IV. (1633)

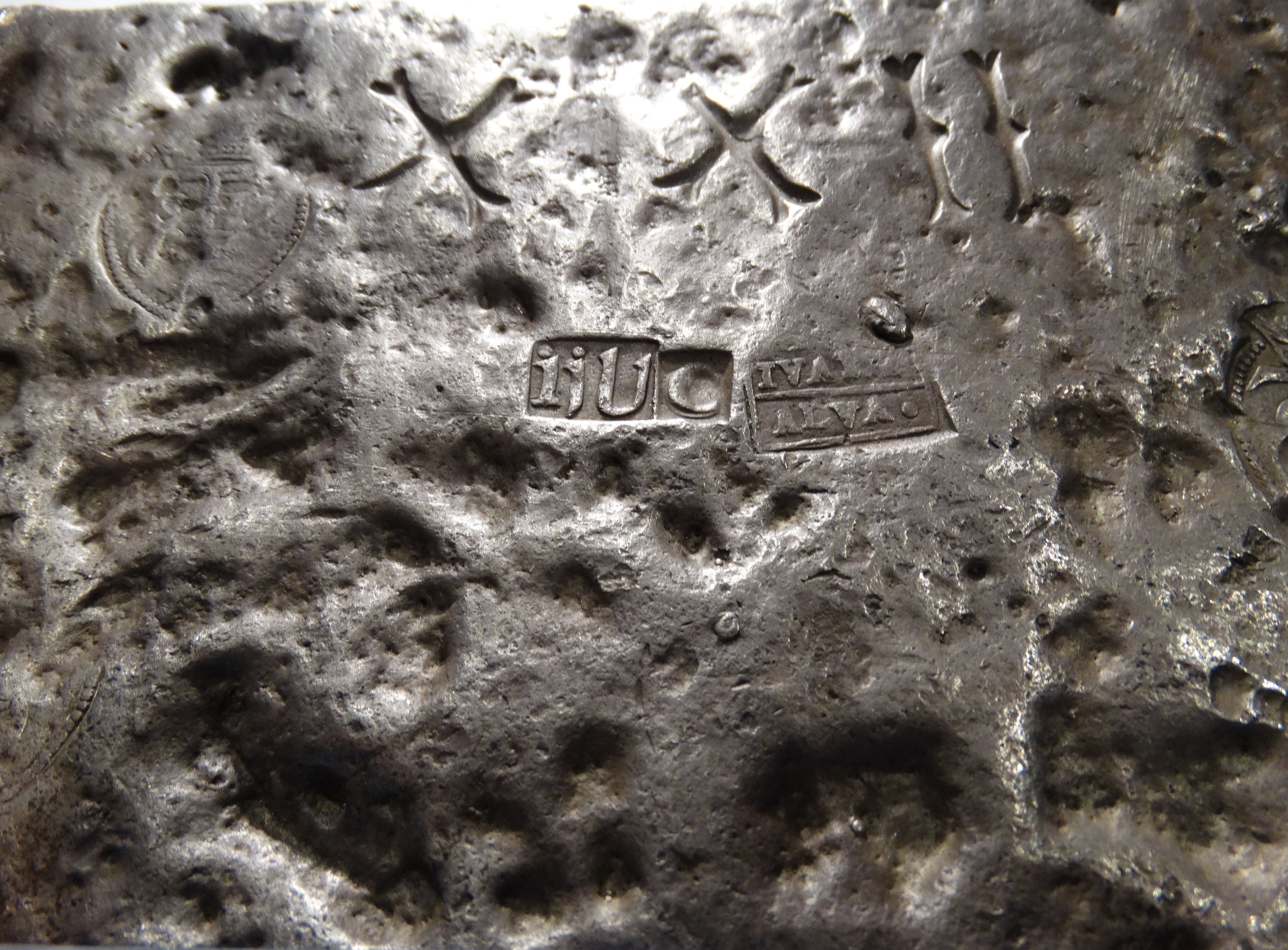
Historischer Silberbarren mit Herkunfts- und Feingehaltstempeln der Silbermine von Potosí

In den folgenden drei Jahren nach dem Untergang (1656–1659) konnte mit Schiffen der Silberflotte etwa ein Drittel der Ladung geborgen werden; in den weiteren Jahren wurden die Ergebnisse geringer. Bekannt ist die Beteiligung des Schiffes Madama do Brasil, das später mit geborgener Fracht in Gorda Cay ebenfalls sank, wodurch einige der Silberbestände zum dritten Mal unter Wasser verloren wurden. Der Gesamtwert der Verluste konnte nie endgültig geklärt werden, da neben der offiziell deklarierten Ladung auch unbekannte Mengen an privater Schmuggelware an Bord gewesen sein sollen. Zur Abrechnung der Bergungen wurden bereits im 17. Jahrhundert mehrere Untersuchungen und Klagen wegen Unregelmäßigkeiten bekannt. Es wird allgemein angenommen, dass es sich um eine der wertvollsten Frachten der Silberflotte handelte. Spanien erhielt nur einen Bruchteil der Ladung, deren Umfang seinerzeit dem Ein- bis Zweifachen der Jahreserträge der amerikanischen und philippinischen Kolonien entsprach. Spanien versteht sich noch im 21. Jahrhundert als rechtmäßiger Eigentümer der Frachten und hat entsprechende Funde verschiedentlich erfolgreich eingeklagt.
In den 1960er-Jahren fand der Schatzsucher Robert F. Marx in spanischen Archiven Aufzeichnungen zur Geschichte der Maravilla. Am 24. Mai 1972 entdeckte Marx erste Wrackteile des Schiffs. Er nutzte das ehemalige Fischereischiff Grifon für die Tauchgänge und gründete mit Willard Bascom die Bergungsfirma Seafinders Inc. Marx und sein Team konnten erhebliche Mengen der verlorenen Schätze bergen. Es kam zu Unstimmigkeiten mit dem Generalgouvernement der Bahamas, woraufhin Marx die Bergung abbrechen musste und das Verbot erhielt, weitere Stücke zu bergen. Ende der 1980er-Jahre erhielt Herbert Humphreys die Bergungsrechte von der Verwaltung der Bahamas und setzte die Bergungsarbeiten fort. Etwa ab 1987 wurden von Humphreys mit dem Schiff Beacon und von dem Schatzsucher Art Hartman mit dem Schiff The Dare und mithilfe professioneller Such- und Bergungstechnik weitere Teile der Ladung geborgen. Weil bei den Bergungen nicht immer nach archäologischen Standards vorgegangen wurde, kam es später zu wachsender Kritik.
Am 31. Juli 2022 veröffentlichte die Smithsonian Institution einen Bericht zur Maravilla. Das Schiff wurde inzwischen unter besonderen Schutz mit archäologischer Betreuung gestellt. 2016 gründete der Multimillionär Carl Allen die Allen Exploration (AllenX) und unterstützt seitdem die Forschung zur Maravilla. Das Gouvernement der Bahamas erteilte ab 2019 die seit 1999 unterbrochenen Bergungsrechte an die Organisation von Allen. Die Unterwasserarchäologen David Gibbins und James Sinclair wurden mit weiteren Erkundungen betraut und haben wissenschaftliche Aufzeichnungen für das Schiff angefertigt. Die Sammlung der Fundstücke wurde durch private Zukäufe von den Eheleuten Allen erweitert und zur Ausstellung dem Grand Bahamas Museum sowie für das Bahamas Maritime Museum übergeben.